# Iglesia de El Carmen (Santa Ana)
La Iglesia El Carmen es una iglesia parroquial administrada por la orden de los dominicos perteneciente a la Diócesis de Santa Ana y que forma parte del centro histórico de la ciudad homónima. 

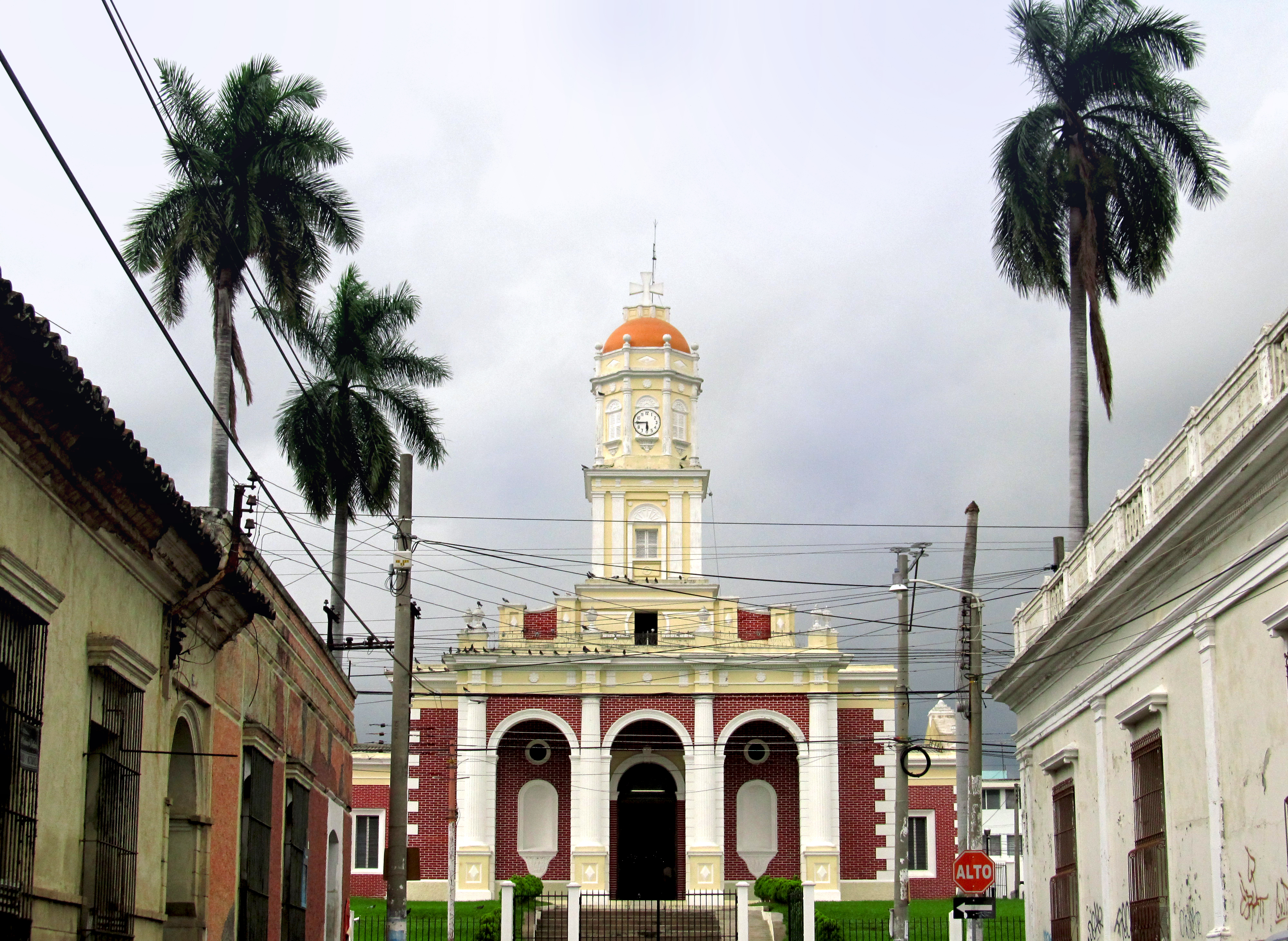
Fachada de Iglesia El Carmen Santa Ana

Su construcción fue iniciada en 1822, pero terminó siendo suspendida por la falta de fondos. La obra fue terminada y consagrada hasta 1852. En un informe por el gobernador Teodoro Moreno, del 21 de junio de 1854, se estaba por construirse una sacristía de azotea en la iglesia. En 1871 y 1881 fue ocupada por tropas militares. Desde 1929 su administración se encuentra a cargo de los dominicos, y el 6 de julio del mismo año fue erigida como parroquia. 